# Givrezac
Givrezac ist eine französische Gemeinde mit 77 Einwohnern (Stand: 1. Januar 2022) im Département Charente-Maritime in der Region Nouvelle-Aquitaine (vor 2016 Poitou-Charentes); sie gehört zum Arrondissement Jonzac und zum Kanton Pons. Die Einwohner werden Givrezacais genannt.

## Geographie
Givrezac liegt etwa 28 Kilometer südlich von Saintes. Umgeben wird Givrezac von den Nachbargemeinden Tanzac im Westen und Norden, Saint-Quantin-de-Rançanne im Osten und Südosten sowie Champagnolles im Süden und Westen.

## Bevölkerungsentwicklung
| Jahr                       | 1962 | 1968 | 1975 | 1982 | 1990 | 1999 | 2006 | 2019 |
| Einwohner                  | 97   | 88   | 79   | 77   | 59   | 63   | 57   | 70   |
| Quellen: Cassini und INSEE |      |      |      |      |      |      |      |      |

## Sehenswürdigkeiten
- Kirche Saint-Blaise aus dem 12. Jahrhundert, Monument historique seit 1910

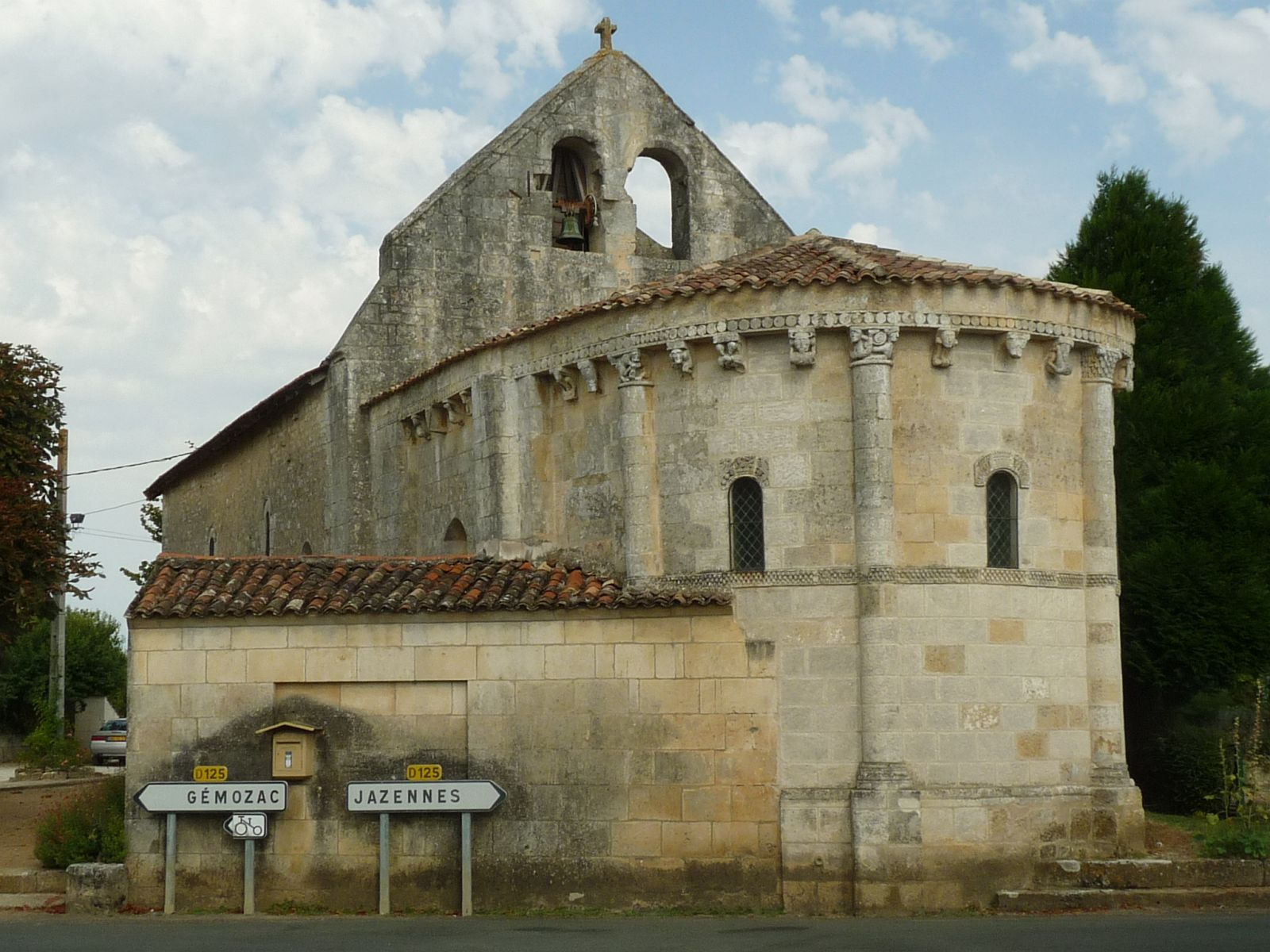
Kirche Saint-Blaise

- Haus Chepenaise